# Sweets for My Sweet
«Sweets for My Sweet» es una canción escrita por Doc Pomus y Mort Shuman, originalmente grabada por The Drifters.

## Versión original
Con Charlie Thomas como vocalista principal, el sencillo de The Drifters alcanzó el número 16 de la lista Billboard Hot 100 y el número 10 de las listas R&B en octubre de 1961. Fue uno de los pocos sencillos de la etapa posterior a 1958 de The Drifters que no contó con una sección de cuerda. Tuvo también la particularidad de presentar a Jimmy Radcliffe junto a cuatro voces femeninas en los coros, Cissy Houston, Doris Troy, Dionne Warwick y Dee Dee Warwick, todas ellas integrantes de la banda The Sweet Inspirations. La grabación cuenta con un piano, tocado por Mort Shuman, uno de los autores del tema. Otros músicos que intervienen son George Barnes y Allan Hanlon en las guitarras, Abie Baker al bajo, Ed Shaughnessy y Gary Chester en la batería y Bobby Rosengarden y Ray Kessler en la percusión.

## Otras versiones
- En 1963, "Sweets for My Sweet" fue lanzado como sencillo de debut por la banda de Merseybeat británica The Searchers, alcanzando el número 1 de la lista UK Single Chart durante dos semanas en agosto.[4] La versión de The Searchers fue publicada también en Estados Unidos durante la primavera de 1964 pero no consiguió entrar en lista.
- The McCoys publicó una versión del tema en su álbum de 1966, You Make Me Feel So Good.[5]
- "Sweets for My Sweet" tuvo también versión en 1966 de Don and the Goodtimes, una banda de sunshine pop liderada por Don Galucci antes de fundar the Kingsmen.
- En 1969 se lanzó como sencillo de la banda the Sweet Inspirations, la banda formada por las coristas de la versión original, con Tom Dowd como productor.
- En el Reino Unido, Tina Charles grabó "Sweets for My Sweet" en 1977 en tandem con "Love Bug". El corte fue incluido en el álbum Rendezvous y lanzado como sencillo, alcanzando el puesto 26 de las listas de éxitos.
- La única versión que logró entrar el Billboard Hot 100 fue la del cantante Tony Orlando , alcanzando el puesto 54 y el 20 en la lista Hot Adult Contemporary en 1979.[6]
- En 1994, C.J. Lewis alcanzó el puesto número 3 en el Reino Unido con una versión del "Sweets for My Sweet". Llegó también al 9 en Austria, 4 en los Países Bajos, 3 en Nueva Zelanda, 16 en Suecia, 16 en Suiza, 45 en Australia y 69 en Francia.
- "Sweets for My Sweet" también fue grabado en 1993 por the Carnival,  Chriss y Manolo Muñoz (como "Dulces para mi mena") y Neil Diamond para su álbum de clásicos Up on the Roof: Songs from the Brill Building.
- En 1995, Brian Wilson grabó "Sweets for My Sweet" para 'Til The Night Has Gone - A Tribute To Doc Pomus, como parte de las Andy Paley sessions.